# Capo Spartel
Il Capo Spartel (in arabo رأس سبارطيل, traslitt. Ra's Sbārṭīl; in francese Cap Spartel, in spagnolo Cabo Espartel) è un capo della costa atlantica del Marocco settentrionale, situato 12 km ad ovest di Tangeri all'imbocco dello stretto di Gibilterra. Era anticamente chiamato promontorio Ampelusio.